# Vatiala begravningsplats
Vatiala begravningsplats är en av Tammerfors evangelisk-lutherska kyrkliga samfällighet ägd gravgård i Kangasala kommun, nära till gränsen mot Tammerfors stad. Den år 1960 grundade begravningsplatsen omfattar ett område på 25 hektar där ingår även en skogsbegravningsplats på 1,5 hektar. Dessutom finns det en minneslund och ett konfessionslöst gravområde.
Begravningskapellet, ritat av Viljo Revell, hör till de internationellt mest uppskattade verken i den moderna finländska arkitekturen. Som byggnadsmaterial har använts betong, brons och grov tallbräda. På kapellets båda innergårdar finns en vattenbassäng. Möblemanget i kapellet är ritat av Olli Borg. Gravgårdsplanen har gjorts av Veikko Rauhala.
På Vatiala begravningsplats finns sedan år 2013 även ett krematorium.